# توما دونی
توما دونی (فرانسوی: Thomas Denis‎؛ زادهٔ ۱۸ ژوئیهٔ ۱۹۹۷) دوچرخه‌سوار اهل فرانسه است.
وی در مسابقات کشوری و بین‌المللی در مجموع برندهٔ ۱ مدال طلا شده‌است.